# Siemion Frank
Siemion Ljudwigowicz Frank (ros. Семён Людвигович Франк, 1877, zm. 1950) – rosyjski filozof, psycholog, literaturoznawca.
Studiował na wydziale prawa Uniwersytetu Moskiewskiego (1894–1898), absolwent Uniwersytetu Kazańskiego (1901). W latach 1899–1901 studiował filozofię w Niemczech. Od 1898 jawny marksista, towarzysz Piotra Struwe, z którym w latach 1902–1906 współpracował w czasopismach „Wyzwolenie”, „Gwiazda Polarna”. Uczestniczył w opracowaniach zbiorowych „Problemy idealizmu” (1902) i „Wiechi” (1909). Od 1905 roku członek Partii Kadetów. Od 1907 stały współpracownik gazety „Myśl rosyjska”.
W 1912 roku przyjął prawosławie. W latach 1912–1917 wykładał na Uniwersytecie Petersburskim. Od 1917 profesor, kierował katedrą filozofii Uniwersytetu Saratowskiego, od 1921 Uniwersytetu Moskiewskiego.
W 1922 roku został wydalony ze Związku Radzieckiego (zobacz również: Statek filozofów). Mieszkał i nauczał w Berlinie, następnie we Francji (1938-45) i w Londynie (1945–1950). Wydał prace z dziedziny filozofii religii, m.in. książki Filozofia i życie (1910), Dusza człowieka (1917), Rozprawa o metodologii nauk społecznych (1922), Sens życia (1926), Duchowe podstawy społeczeństwa (1930), Niezrozumiałe (1938), Rzeczywistość i człowiek. Metafizyka ludzkiej egzystencji (1947), Światło w ciemności (1949) .